# 사하라 미즈
사하라 미즈(일본어: 佐原ミズ)는 일본의 만화작가이다.

## 주요 작품
- 별의 목소리(원작:신카이 마코토)
- 구름의 저편, 약속의 장소(원작:신카이 마코토)
- 우리들의 행복한 시간(원작 공지영)
- 마이 걸
- 버스 달리다